# Meridiano 11 W
O meridiano 11 W é um meridiano que, partindo do Polo Norte, atravessa o Oceano Ártico, Oceano Atlântico, África, Oceano Antártico, Antártida e chega ao Polo Sul. Forma um círculo máximo com o meridiano 169 E.
Começando no Polo Norte, o meridiano 11º Oeste tem os seguintes cruzamentos:
| País, território ou mar | Notas                                          |
| ----------------------- | ---------------------------------------------- |
| Oceano Ártico           | Passa a leste de Nordostrundingen, Gronelândia |
| Oceano Atlântico        |                                                |
| Marrocos                |                                                |
| Saara Ocidental         | Território ocupado por Marrocos                |
| Mauritânia              |                                                |
| Mali                    |                                                |
| Guiné                   |                                                |
| Serra Leoa              |                                                |
| Libéria                 |                                                |
| Oceano Atlântico        |                                                |
| Oceano Antártico        |                                                |
| Antártida               | Terra da Rainha Maud, reclamada pela Noruega   |